# 裂籽雀属
是雀形目梅花雀科下的一個属。属下共有3种鸟类，包含：
- 赤红裂籽雀
- 黑腹裂籽雀
- 小裂籽雀

## 外部連結
- 维基共享资源上的相關多媒體資源：裂籽雀属
- 維基物種上的相關：裂籽雀属